# Cyrtodactylus oldhami
Cyrtodactylus oldhami är en ödleart som beskrevs av  Theobald 1876. Cyrtodactylus oldhami ingår i släktet Cyrtodactylus och familjen geckoödlor. Artens utbredningsområde är delar av Myanmar och Thailand. Inga underarter finns listade i Catalogue of Life.